# Peter Klein (Autor)

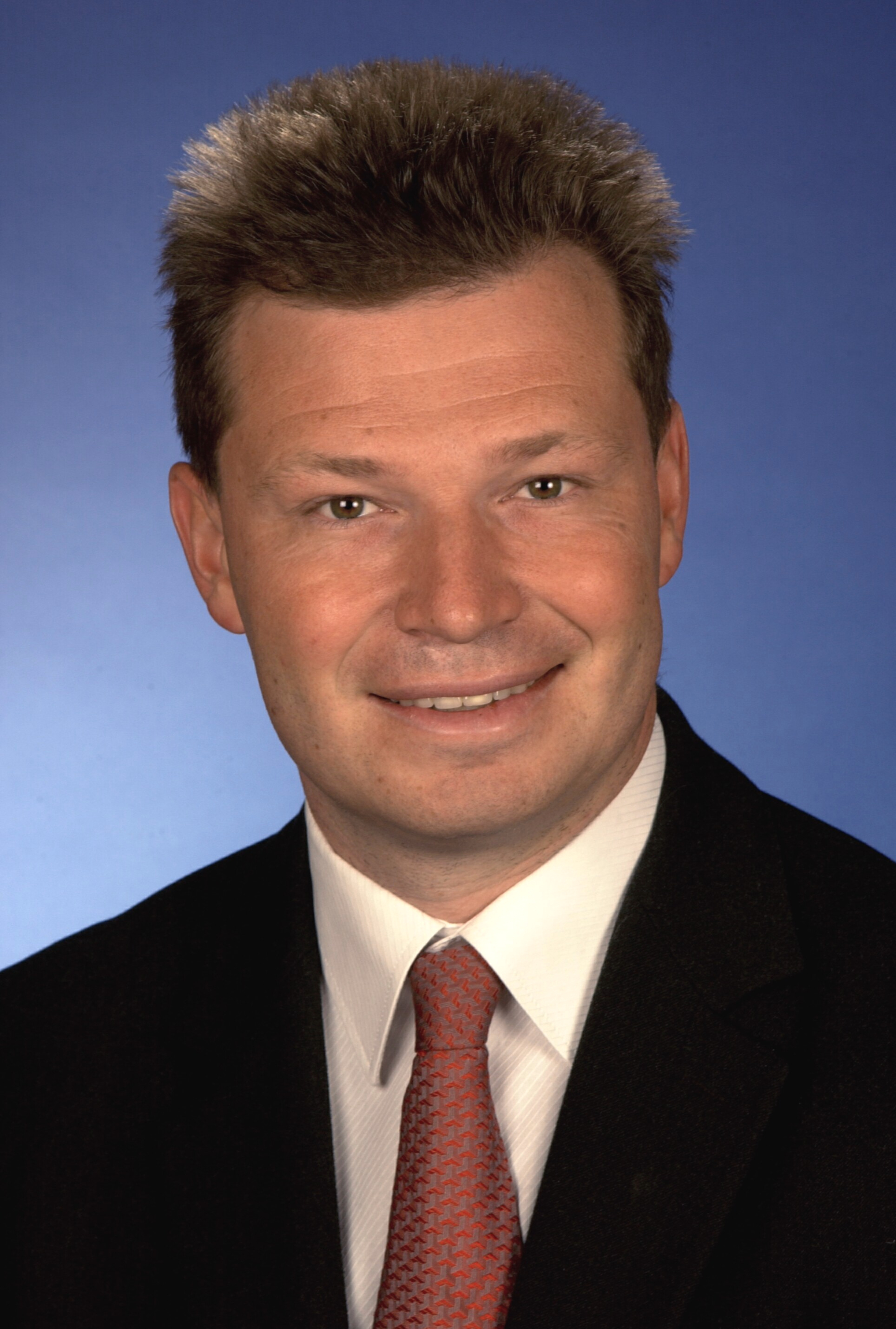
Peter Klein

Peter Klein (* 1969 in Nürnberg) ist ein deutscher (Fachbuch-)Autor und integral-systemischer Berater. Er publiziert zu den Themen Familienaufstellung/Organisationsaufstellung.

## Leben
Peter Klein ist gelernter Verlagskaufmann. Seit 1995 arbeitet er selbständig als Berater, Trainer, Coach und verwendet hierbei eine weiterentwickelte Methode der Familienaufstellung/Organisationsaufstellung (Lehrsystem Innere Form).
Klein ist DVNLP-Lehrtrainer und in Österreich als Lebens- und Sozialberater anerkannt. Darüber hinaus hat Klein verschiedene Coaching-Methoden und Ausbildungskonzepte für Berater und Coaches entwickelt. Seit 2016 ist Peter Klein stellvertretender Vorsitzender des DVNLP.
Klein ist als Autor in erster Linie durch seine Fachbücher und -artikel zum Thema Aufstellungen bekannt. Im Mai 2013 erschien Kleins erster Roman, der durch seine therapeutische, szenische und kollektive Aufstellungsarbeit mit Klienten inspiriert ist.

## Werke und Publikationen

### Roman
- Die Leiden des Westens Verlag Edition Va Bene, Wien 2013. ISBN 978-3851672732.

### Fachbücher
- Das Aufstellungsbuch Braumüller-Verlag, Wien 2012, (mit Sigrid Limberg-Strohmaier). ISBN 978-3-99100-076-1.
- Integrale Aufstellungen – Methoden und Modelle der Inneren Form Arcus-Lucis-Verlag, Wien 2010, (mit Bernd Linder-Hofmann, Manfred Zink, Sigrid Limberg-Strohmaier). ISBN 978-3950258141.
- Buddha, Freud und Falco – Ein Dialog Arcus-Lucis-Verlag, Wien 2010, (mit Bernd Linder-Hofmann). ISBN 978-3950258134.

### Fachartikel
- Irrtümer & Wahrheiten über Aufstellungen, Paracelsus-Magazin, 1/2013. Klein, Limberg-Strohmaier
- Tritt aus dem Schatten der Familie, K&S 6/2012. Klein
- Unschuldig schuldig, K&S 3/2011. Klein
- Möglichkeiten und Grenzen der Aufstellungsleitung – eine Frage des Bewusstseins, Praxis der Systemaufstellung, 2/2011. Habecker, Klein
- Die Kunst des Aufstellens, Integrale Perspektiven, 3/2010. Habecker, Klein
- Krankheitssymptomaufstellung (Fallstudie), 6 Artikel zum Thema Psychosomatik, Apotheke zur Kaiserkrone, Wien, 2009/2010. Klein
- Ich war Falco, K&S 5/2009. Klein, Linder-Hofmann, Bernhardt
- Happy End im Management, K&S 1/2009. Klein, Linder-Hofmann, Aschauer
- Eine Begegnung von Buddha und Freud, 7. September 2008, Wien, Integrale Perspektiven, 10/2008. Klein, Dr. Kölbl, Linder-Hofmann, Aschauer
- Mut zum Bruch, K&S 5/2008. Klein, Linder-Hofmann, Zink
- Vom Haben zum Sein, K&S 1/2008. Klein, Linder-Hofmann, Zink
- Auf die Innere Form kommt es an, salesBUSINESS, 4/2007. Klein, Linder-Hofmann
- Heilung – eine Frage der inneren Ordnung, COMED 02/07, Klein
- Haltungen und Handlungen am Beispiel von Systemaufstellungen, K&S 1/2007. Klein, Linder-Hofmann, Zink
- NLP, Systeme, Organisationen, K&S 4/2006. Klein, Linder-Hofmann